# Петросьянц, Андраник Мелконович
Андраник Мелконович Петросьянц (8 мая 1906 года, Владикавказ, Российская империя — 2 октября 2005 года, Москва, Российская Федерация) — советский учёный и государственный деятель, председатель Государственного комитета Совета Министров СССР (1962—1965), Государственного комитета СССР по использованию атомной энергии (1978—1986). Герой Социалистического Труда (1962), генерал-майор инженерно-танковой службы (1945).

## Биография
Член ВКП(б) с 1932 года. В 1933 году окончил Уральский механико-машиностроительный институт (ныне — УГТУ). Доктор технических наук. Академик АН Армянской ССР.
В 1933—1939 гг. — на Уральском заводе тяжелого машиностроения имени М. В. Фрунзе в Свердловске: сменный мастер, старший мастер, начальник цеха, начальник технического отдела, начальник планово-производственного отдела, заместитель главного инженера завода.
В 1939—1940 гг. — начальник производственно-распорядительного отдела и член коллегии наркомата тяжелого машиностроения СССР.
В 1940—1941 гг. — заместитель наркома тяжелого машиностроения СССР.
В июне-ноябре 1941 г. — первый заместитель наркома станкостроения СССР.
В 1941—1943 гг. — заместитель наркома танковой промышленности СССР.
В 1943—1945 гг. — заместитель члена Государственного комитета обороны по вопросам танковой промышленности.
В 1945—1947 гг. — помощник заместителя Председателя СНК СССР, одновременно работает в Первом главном управлении при Совете Народных Комиссаров СССР.
В 1947—1953 гг. — заместитель начальника Первого главного управления при Совете Министров СССР по вопросам оборудования и снабжения.
В июне — ноябре 1953 г. начальник Управления оборудования Министерства среднего машиностроения СССР.
В 1953—1955 гг. — директор комбината № 813 Министерства среднего машиностроения СССР.
В 1955—1962 гг. — заместитель Министра среднего машиностроения СССР.
В 1962—1963 гг. — председатель Государственного комитета Совета Министров СССР по использованию атомной энергии.
В 1963—1965 гг. — председатель Государственного комитета по использованию атомной энергии Высшего Совета народного хозяйства СССР Совмина СССР.
В 1965—1978 гг. — первый заместитель министра среднего машиностроения СССР и начальник Главного управления по использованию атомной энергии.
В 1978—1986 гг. — председатель Государственного комитета СССР по использованию атомной энергии.
В 1962—1987 гг. — полномочный представитель СССР в Объединенном институте ядерных исследований в г. Дубне.
С 1986 г. — персональный пенсионер союзного значения.
Автор фразы «наука требует жертв» (сказанной им 6 мая 1986 года на пресс-конференции правительственной комиссии по ликвидации последствий аварии на Чернобыльской АЭС).
Похоронен в Москве на Ваганьковском кладбище (25 уч.).

## Сочинения
- Проблемы атомной науки и техники. — 4-е изд., перераб. и доп. — М., 1979.
- Ядерная энергетика. — 2-е изд., перераб. и доп. — М., 1981.
- Атомная наука и техника - народному хозяйству. — М.: Энергоиздат, 1981.
- Нейтрон и ядерная энергетика: Лекция на Междунар. школе по нейтрон. физике. — Дубна, 1982.
- Атомная энергия в науке и промышленности. — М., 1984.
- Атом не должен служить войне: Атомистика в древности и в наши дни. — М.: Политиздат, 1986.
- Атомная энергетика — новые рубежи. — М., 1986.
- Ядерная энергетика до и после Чернобыля: Пробл. и перспективы развития / [Пер. с рус.] М. Б. г.

## Награды и звания
Герой Социалистического Труда (1962).
Награждён шестью орденами Ленина (в т.ч. 05.08.1944, за успешное выполнение задания Государственного Комитета Обороны по выпуску артиллерийских самоходных установок и бронекорпусов), орденом Октябрьской Революции, орденом Кутузова 1-й степени, орденом Трудового Красного Знамени, двумя орденами Красной Звезды, орденом «Знак Почета».
Лауреат Сталинской премии (1949).
- доктор физико-математических наук (1955)
- профессор (1957)
- действительный член АН Армянской ССР (1982)
- действительный член НАН РА
- почетный доктор ОИЯИ
- генерал-майор инженерно-технической службы
- доктор наук университета в Гренобле (1974, Франция)
- член Академии инженерных наук (1977, Швеция, г. Стокгольм)

## Память
20 августа 2020 года в Москве открыли памятную доску на доме 31/29 по ул. Поварской, где жил учёный (жилой дом Минсредмаша, объект культурного наследия), в честь отца-основателя атомной промышленности Андраника Петросьянца.